# David Chaytor
David Michael Chaytor (né le 3 août 1949) est un homme politique du parti travailliste britannique, qui est député de Bury North de 1997 à 2010. Il est le premier député à être condamné à la suite du scandale des dépenses parlementaires du Royaume-Uni en 2009.

## Éducation
David Chaytor est né à Bury et fait ses études à l'East Ward Primary School et à Bury Grammar School (une école indépendante), toutes deux situées dans la ville. Il fréquente ensuite l'université de Londres où il obtient un BA en 1970, Huddersfield Polytechnic, l'université de Bradford, puis il obtient son diplôme d'enseignant en 1976 à l'université de Leeds. Il retourne ensuite à l'université de Londres pour terminer sa maîtrise (MPhil) en philosophie en 1979 et poursuit ses études de troisième cycle à l'université de Bradford.
Il commence à travailler comme professeur d'université en 1973, avant d'être nommé tuteur principal au Manchester College of Arts and Technology en 1983. En 1990, il est directeur de la formation continue du même institut, où il reste jusqu'à son élection au parlement.

## Carrière politique
Il est élu membre du conseil municipal de Calderdale en 1982 et siège jusqu'en 1997. Il est président du groupe travailliste et président des comités de l'éducation, du développement économique et des routes et des transports.
Il se présente dans la circonscription parlementaire de Calder Valley aux élections générales de 1987, mais est battu de 6 045 voix par le député conservateur Donald Thompson. Il se présente de nouveau à Calder Valley aux élections générales de 1992, au cours desquelles il réduit la majorité de Thompson à 4 878 voix. Il doit céder la candidature pour Calder Valley en raison d'une liste restreinte de femmes qui sélectionne Christine McCafferty. Cependant, Chaytor se présente pour le siège marginal de Bury North aux élections générales de 1997 qu'il remporte, battant le ministre de la Sécurité sociale de l'époque, Alistair Burt par 7.866 voix. Chaytor prononce son premier discours le 17 juin 1997 où il parle de l'humble boudin noir de Bury et du fils le plus célèbre de Bury, Robert Peel.
Le 16 mai 2009, à la suite de sa saisine du commissaire parlementaire aux normes pour avoir réclamé près de 13000 £ de dépenses hypothécaires sur une maison sur laquelle l'hypothèque avait déjà été payée, Chaytor est suspendu par le parti travailliste et, le 2 juin 2009, il annonce qu'il ne se représenterait pas à son siège de député à l'élection générale suivante. Peu de temps après, le Panel des Appuis Spéciaux du NEC du Parti travailliste lui interdit de se présenter aux élections en tant que candidat du Parti travailliste,.

## Condamnation
Le 5 février 2010, il est inculpé d'infractions en vertu de l'article 17 du Theft Act 1968 concernant une fausse comptabilité en relation avec des demandes de remboursement de dépenses parlementaires et le 27 mai, lui et d'autres parlementaires comparaissent à Southwark Crown Court pour une audience préliminaire.
À la suite de l'échec de la tentative du groupe de revendiquer le privilège parlementaire (rejetée soit par la Cour d'appel soit par la Cour suprême du Royaume-Uni) le 3 décembre 2010, il plaide coupable à trois chefs d'accusation de fausse comptabilité impliquant environ 18 000 £ et est libéré sous caution jusqu'à une audience de détermination de la peine en janvier 2011. Parmi les accusations, il a réclamé le loyer d'un appartement à Westminster qu'il possède en fait, en utilisant un faux contrat de location.
Le 7 janvier 2011, Chaytor est condamné par le juge Saunders siégeant au Crown Court à Southwark à 18 mois d'emprisonnement.
Le 23 février 2011, il fait appel de la durée de sa peine . La demande est entendue par la Cour d'appel (division criminelle) le 22 mars 2011 et est rejetée le 23 mars 2011. Le 26 mai 2011, Chaytor est libéré de prison dans le cadre des conditions normales avec assignation à domicile.